# مارتين أوروزكو ساندوفال
مارتين أوروزكو ساندوفال (بالإسبانية: Martín Orozco Sandoval)‏ هو سياسي مكسيكي، ولد في 25 يونيو 1967 في المكسيك. حزبياً، نشط في حزب العمل الوطني. وقد انتخب Governor of Aguascalientes ‏ وقد انضم خلال فترته النيابية ‏  للكتلة البرلمانية حزب العمل الوطني وانتخب عضو مجلس الشيوخ من المكسيك.